# Endasys pubescens
Endasys pubescens är en stekelart som först beskrevs av Léon Abel Provancher 1874.  Endasys pubescens ingår i släktet Endasys och familjen brokparasitsteklar. Inga underarter finns listade i Catalogue of Life.